# 河原直孝

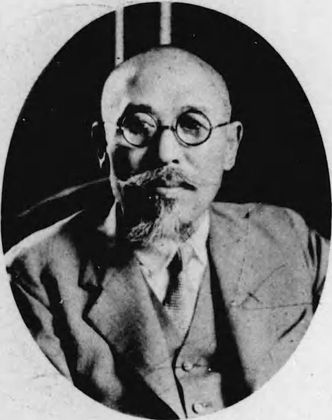
河原直孝

河原 直孝（かわはら なおたか、1873年（明治6年）11月5日 - 1945年（昭和20年）7月2日）は、大正から昭和時代前期の政治家・実業家。北海道小樽市長。

## 経歴・人物
河原一郎の長男として石川県金沢城下に生まれ、1922年（大正11年）家督を相続する。1897年（明治30年）7月、第四高等学校大学予科第一部を修了後、1903年（明治36年）東京帝国大学法科大学政治科を卒業し、1905年（明治38年）4月に北海道庁立小樽中学校（現・北海道小樽潮陵高等学校）の嘱託教員となる。
実業界に転じ、小樽電気・北海道精米・小樽電燈などの取締役を務め、さらに、小樽商業会議所議員、小樽区会議員などを歴任する。市制施行すると、1922年（大正11年）10月、小樽市会議員に就任し、同議長を兼任した。
北海道桐材、小樽荷札印刷、北海製氷、北海道無煙炭鉱、北海道土木建築、札幌温泉土地、北海水力電気などの各社の社長を務める傍ら、小樽商工会議所会頭などの要職を歴任。1938年（昭和13年）4月5日、推挙され小樽市長に就任した。小樽市長は1945年（昭和20年）5月まで務め、退任後の7月に死去した。

## 親族
- 弟：河原馨（明治運送、富国火災海上保険各取締役）[4][6]
- 長男：河原直一郎（詩人、随筆家）[2][4][7]